# Catholic Radical Alliance
L'Alliance radicale catholique (Catholic Radical Alliance) est une organisation de soutien aux ouvriers fondée en 1937 à Pittsburgh, ville industrielle des États-Unis, par les prêtres catholiques Charles Owen Rice, Carl Hensler et Barry O'Toole,, avec l'appui de leur évêque, Mgr Boyle. Elle soutient la syndicalisation des ouvriers de la société Heinz et de la Loose Wiles Biscuit Company de Pittsburgh,. En plus de sa participation au mouvement ouvrier, cette organisation fonde un foyer d'hébergement pour hommes sans domicile fixe, St. Joseph's, toujours en activité en 2019. L'Alliance catholique radicale se dissocie du Catholic Worker Movement au moment de la Seconde Guerre mondiale, parce que ce mouvement avait adopté un point de vue pacifiste réprouvé par l'Alliance catholique radicale qui avait compris la nécessité de se battre contre la mainmise du national-socialisme en Europe.

## Tract
- Tract de l'époque de la Catholic Radical alliance